# Immeubles Walter
Les immeubles Walter sont un ensemble immobilier de rapport de luxe situés porte de la Muette dans le 16e arrondissement de Paris en France.
L'ensemble occupe un quadrilatère délimité par le boulevard Suchet, l'avenue du Maréchal-Maunoury, la rue Ernest-Hébert et la place de Colombie.

## Description

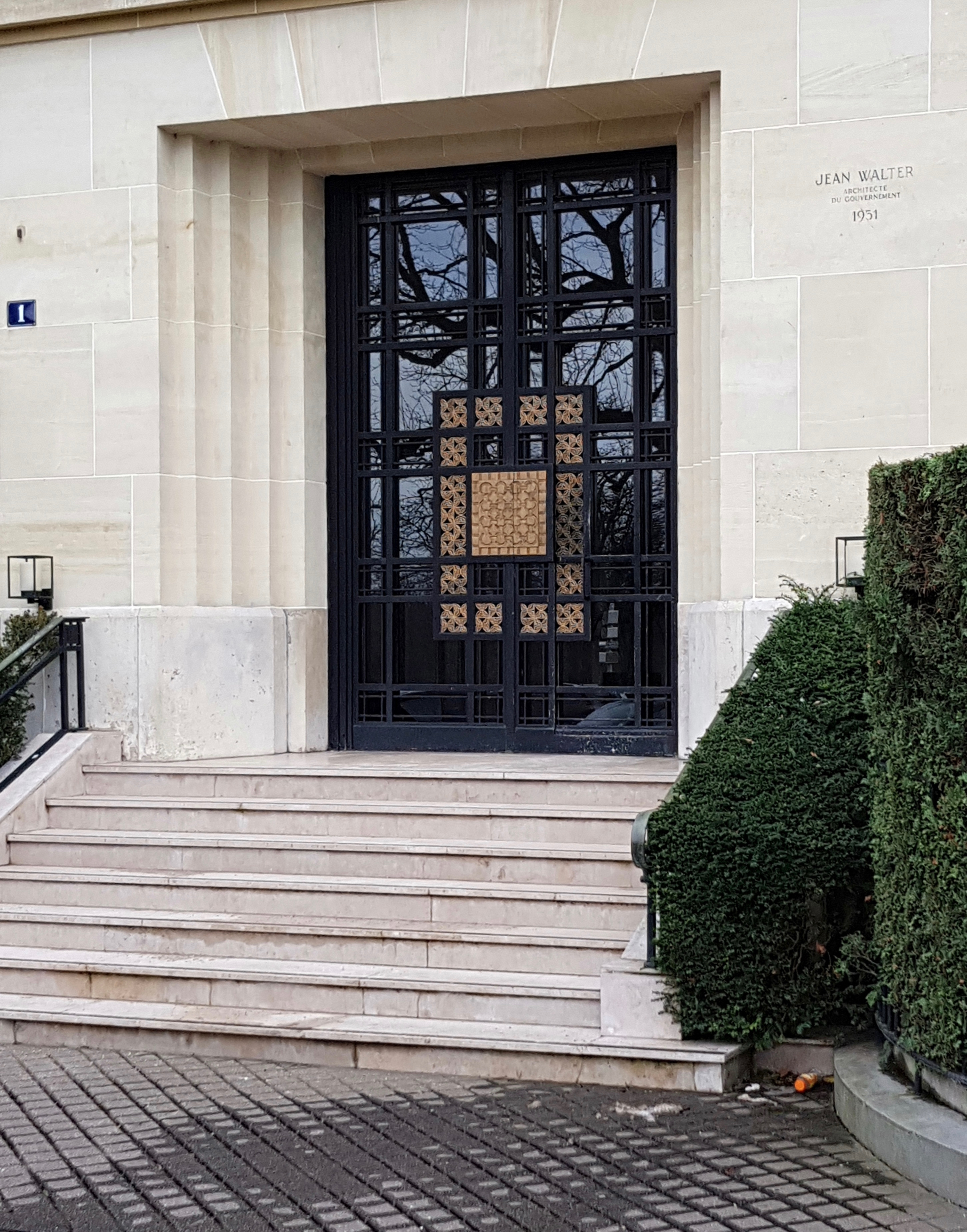
Entrée du 1, avenue du Maréchal-Maunoury, signée par Jean Walter.

Composé de trois bâtiments de pierre entourant des cours intérieures et des espaces verts, l'ensemble est de style Art déco ressemblant à une citadelle.

## Historique
Les immeubles sont construits de 1929 à 1931 par l'architecte Jean Walter sur un terrain vague après la démolition de l'enceinte de Thiers.
Construit pour une clientèle fortunée, selon le concept de cité-jardin et dans le style Art déco,, l'ensemble est constitué de plusieurs bâtiments qui comprennent trois étages reliés par des pilastres. Les ferronneries sont l'œuvre de Raymond Subes.
Les façades et toitures sur rues, sur cours et sur jardins et les parties communes, y compris les cages d'escaliers et d'ascenseurs, sont inscrites au titre des monuments historiques depuis le 23 août 2006,.
Une rumeur raconte que Joséphine Baker avait l'habitude de venir danser dans cet ensemble lors de grandes fêtes,.
Sous l'Occupation, l'amirauté allemande réquisitionna ces immeubles (à peine finis d'être construits) pour y abriter le GQG de l'amiral Döenitz, qui commandait d'abord l'arme sous-marine (les redoutables U boot) puis toute la marine allemande après la disgrâce de l'amiral Raeder. Döenitz et son état major étaient précédemment installés à Lorient (villa Kerillion) mais l'intensification des bombardements anglais qui rasèrent la ville - sans affecter les bunkers à sous-marins - lui imposa ce déménagement à partir de 1942. D'après l'historien Alain Decaux (C'était le XXe siècle), les immeubles Walter furent revêtus d'une peinture de camouflage zébrée de vert et d'ocre à cette occasion.

## Résidents notables
Habitent ou ont habité cet immeuble, :
- L'animateur Arthur (né en 1966), propriétaire d'un appartement de 500 m2 et d'une terrasse de 300 m2, a vendu, en septembre 2009, son duplex 30 millions d'euros à Gulnora Karimova[10] ; le journal Libération, qui évoque, lui, un triplex de 700 m2 et 200 m2 de jardins suspendus, rapporte que cet appartement, saisi, a été revendu aux enchères pour la somme de 17 millions d'euros en 2017[11].
- Cyril Astruc (1973-), considéré comme le « prince de la fraude »[12], y occupe un vaste appartement au rez-de-chaussée ; les voisins le croisent souvent, accompagné de ses gardes du corps[13] ;
- Pierre Balmain (1914-1982), couturier, y a habité un appartement Art déco[14] de 425 m2[15].
- Jean Baud (1919-2012), fondateur de Franprix et de LeaderPrice ;
- Serge Dassault (1925-2018), homme politique et PDG du groupe Dassault ;
- Catherine Deneuve (née en 1943), actrice ;
- Samuel Eto'o (né en 1981), footballeur ;
- Pierre Guerlain (1872-1961), parfumeur ;
- Paul Guillaume (1891-1934), marchand d'art, et son épouse née Juliette Lacaze, surnommée « Domenica », mieux connue comme Domenica Walter (1898-1977) du nom de son second mari Jean Walter (1883-1957), architecte de l'immeuble, qu'elle épouse en 1941 après avoir été sa maîtresse depuis de nombreuses années[16] ;
- Gulnora Karimova (née en 1972), la fille aînée du président ouzbek Islom Karimov. Celle-ci étant poursuivie pour blanchiment d'argent, le duplex a été vendu aux enchères par la justice française le 23 mars 2017[17]. La mise à prix à 500 000 euros[17],[18] a été emportée par le marchand de biens Pierre Reynaud, directeur du groupe PRI[19],[20], pour la somme de 13 millions d'euros[21],[22]. Celui-ci avait déjà acquis, en 2016, l'appartement de la famille Wildenstein.
- René Lacoste (1904-1996), designer et champion de tennis ;
- Patrick Goulet-Mauboussin, patron de la maison de joaillerie Mauboussin cède, en 2001, son appartement pour 3,8 millions d'euros au marchand d'art Guy Wildenstein ;
- Roger Peyrefitte (1907-2000), écrivain ;
- Pierre Reynaud, marchand de biens qui a acquis aux enchères les appartements de Guy Wildenstein, en 2016, et de Gulnora Karimova en 2017.
- Bernard Ruiz-Picasso (né en 1959), petit-fils du peintre Pablo Picasso ;
- Eugène Schueller (1881-1957), fondateur du groupe L'Oréal, père de Liliane Bettencourt ;
- Guy Wildenstein[23]. En 2001, le marchand d'art Guy Wildenstein achète un appartement, à Patrick Goulet-Mauboussin, pour 3,8 millions d'euros. Poursuivi pour fraude fiscale, Guy Wildenstein est contraint de vendre son appartement au marchand de biens Pierre Reynaud.
- Le prince Napoléon (1914-1997) demeurait dans les années 1950 dans ces immeubles.

## Dans la littérature
- Les Immeubles Walter est un roman initiatique de Stéphane Denis paru en 2004[24].